# Palazzo Priuli Bon

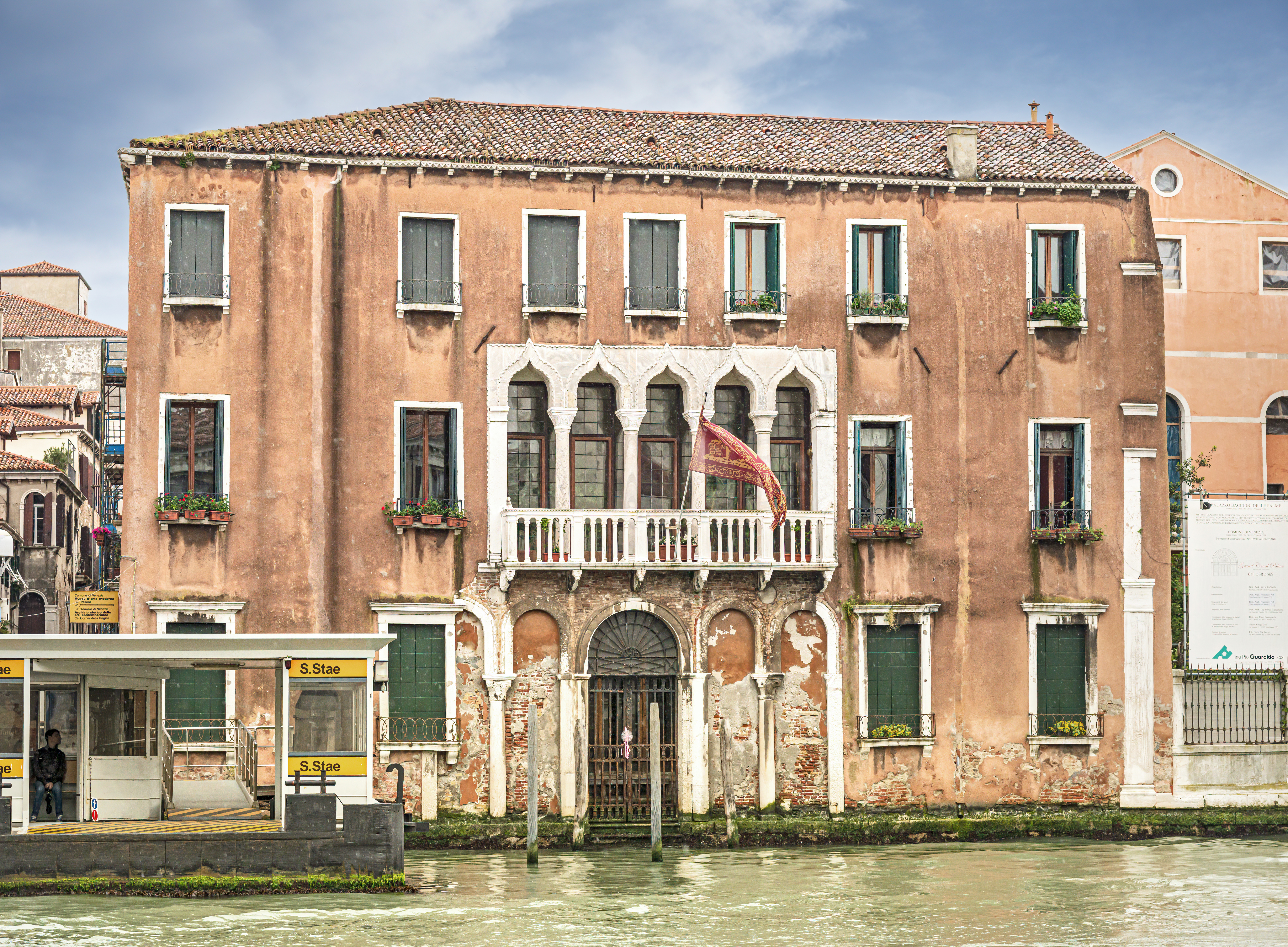
Palazzo Priuli Bon

Palazzo Priuli Bon ist ein Palast in Venedig in der italienischen Region Venetien. Er liegt im Sestiere Santa Croce mit Blick zum Canal Grande zwischen dem Campo di San Stae und dem Palazzo Duodo.

## Geschichte
Das Gebäude wurde an der Wende vom 13. zum 14. Jahrhundert erbaut und war Eigentum der Adelsfamilie Priuli. Im Erdgeschoss ist heute eine Wechselausstellung untergebracht.

## Beschreibung
Die Besonderheit dieses Gebäudes liegt sicherlich darin, dass es den Übergang von venezianisch-byzantinischen Stil, erkennbar in der Vorhalle des Erdgeschosses, die heute teilweise zugemauert, aber klar durch die Bögen charakterisiert ist, zur Gotik, sichtbar am Fünffach-Kielbogenfenster mit Balkon im ersten Hauptgeschoss, beispielhaft aufzeigt. Einer der Bögen der Vorhalle bildet heute das Portal zum Wasser, das etwas links der Mittelachse sitzt. Die anderen Öffnungen der Fassade sind einfach und rechteckig. Das Gebäude ist verputzt und rotbraun gestrichen.

## Bildergalerie

Einzelheiten der Fassade. Fotos von Paolo Monti
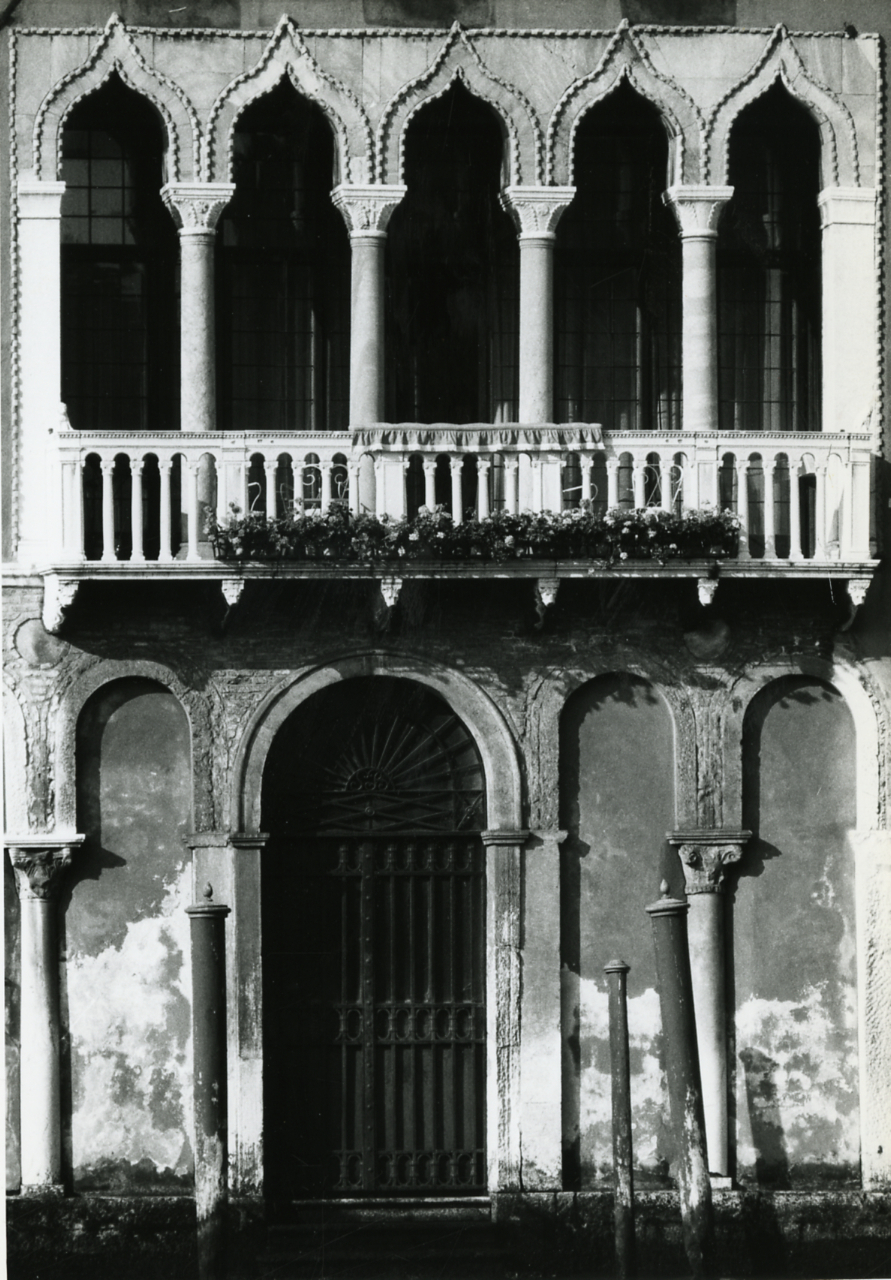
Mittelteil
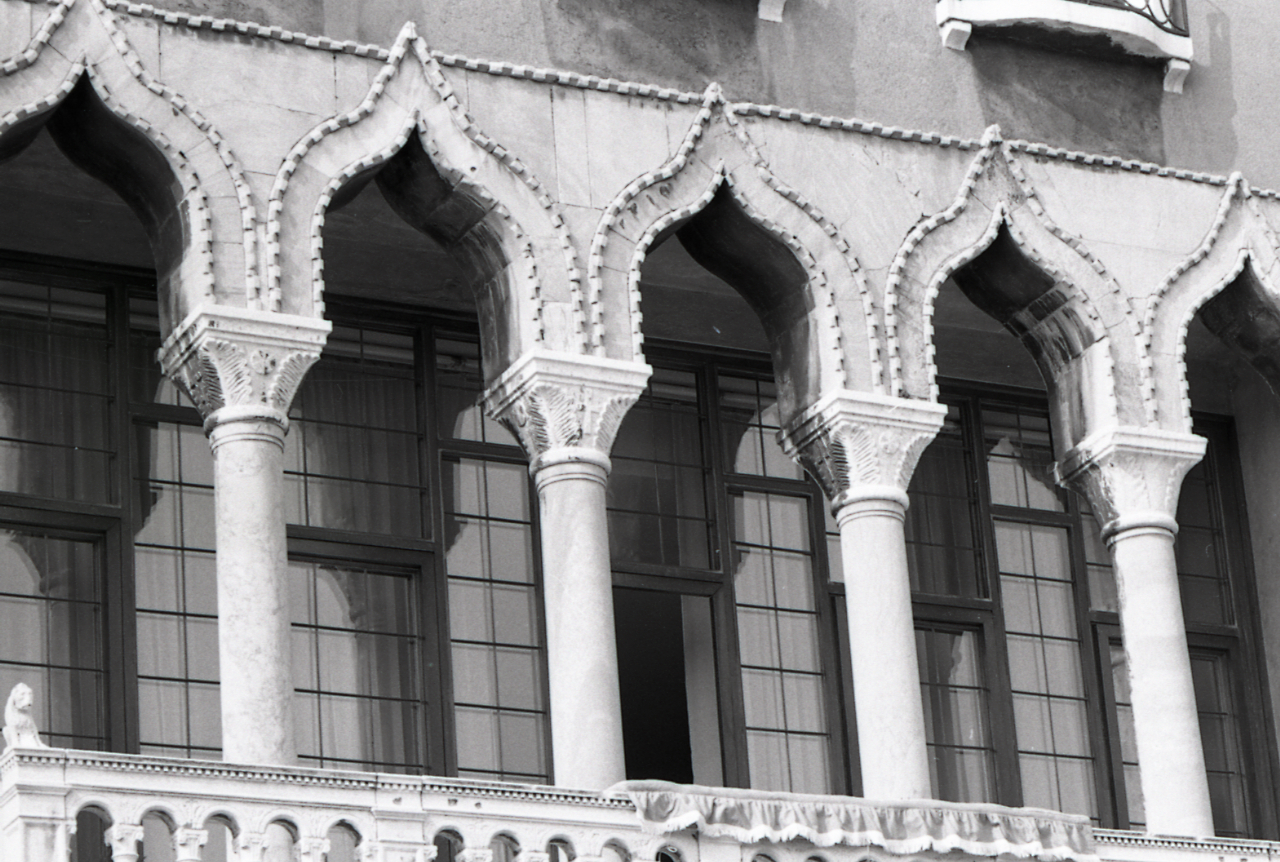
Fünffach-Kielbogenfenster